# Готель Давид Цитадель
31°46′38″ пн. ш. 35°13′23″ сх. д. / 31.777194° пн. ш. 35.223167° сх. д.
Готель Давид Цитадель (івр. מלון מצודת דוד) — готель в Єрусалимі, Ізраїль. Готель знаходиться на вулиці Царя Давида, недалеко від входу в Старе місто. Готель приймає VIP-персон, в тому числі світових політичних лідерів, ділових магнатів і знаменитостей. Давид Цитадель змагаються з розташованим поблизу готелем Цар Давид і нової Waldorf Astoria за звання "флагманського готелю Єрусалиму".